# Malmö Lokaltrafik
Malmö Lokaltrafik (ML) var ett kommunalt verk i Malmö kommun, bildat den 1 februari 1971 ur det tidigare Malmö stads spårvägar (MSS), ansvarigt för kollektivtrafiken i kommunen.
Det busslinjenät som trafikerades hade införts redan i samband med högertrafikomläggningen år 1967. Den enda återstående spårvägslinjen var linje 4, vilken dock sedan år 1970 trafikerades med bussar på kvällar och helger. Från den 27 april 1973 trafikerades även linje 4 uteslutande med bussar och den 20 oktober samma år ersattes linjen med den nya busslinje 41.
År 1987 firade Malmö Lokaltrafik sitt 100-årsjubileum. I samband med detta tillkom den första etappen av museispårvägen i Malmö, vilken det första året trafikerades av f.d. spårvagnsförare anställda hos ML. Malmö Lokaltrafik inträdde också som medlem i Malmö stads spårvägar museiförening, som åtog sig ansvaret för den fortsatta trafiken på museilinjen.
År 1989 infördes i besparingssyfte ett helt nytt busslinjenät den 30 september som fick hård kritik från allmänheten. Även förarna var starkt missnöjda med de snävt tilltagna tidtabellerna som ofta var omöjliga att hålla och därigenom orsakade betydande förseningar. Detta framtvingade en hel del förändringar både i linjenätet och tidtabellerna.
Följande linjer blev inaktuella den 30 september 1989:
30, 31, 32, 33, 34, 35, 36, 37, 38, 40, 41, 42, 43, 52, 53, 54, 55, 61, 62, 70, 71, 72, 73, 74
De nya linjerna fick följande beteckningar:
10, 11, 12, 13, 14, 15, 16, 17, 18, 19, 20, 21, 81, 82, 83, 84, 90, 91, 92, 93, 94, 95, 96, 97, 98, 99
Malmö Lokaltrafik bolagiserades år 1991 och ombildades till ML Malmö Trafik AB.